# El cartero de los sueños
El cartero de los sueños es un cuento escrito por Laura Gallego García, publicado por Editorial Brief en 2007.

## Argumento
En un mundo en el que las casas ya no están pegadas al suelo y los edificios son muy, muy altos, el Cartero de los Sueños vuela para conseguir que las cartas lleguen a salvo a sus destinatarios. Este cartero volador se encarga de repartir sueños a todo el mundo por las noches, por lo tanto, vive de noche. Se levanta antes de que se ponga el sol, come y se va a trabajar.
Sólo existe un pequeño problema: que se siente solo, no habla con nadie, no tiene amigos. En la oficina donde trabaja están todos muy ocupados trabajando, y los demás están durmiendo, además, con la única persona que podía entablar alguna conversación es su enemigo el Cartero de las Pesadillas, con el que se lleva realmente mal. Este cartero se dedica a repartir pesadillas a la gente, e incluso se atreve a tirar los sueños que ha dejado el Cartero de los Sueños para imponer sus pesadillas. Por eso estos dos carteros siempre estaban discutiendo. 
Hasta que un día es sorprendido por una niña llamada Marta, con quien entabla una amistad, y en una de sus conversaciones surge una duda: ¿por qué el Cartero no puede soñar?
Nuestro cartero no encuentra respuestas, y el Cartero de las Pesadillas menos aún. Así que el Cartero de los Sueños emprende un largo viaje para averiguarlo.

## Personajes
- El Cartero de los Sueños: Es un chico amable, risueño y honesto. Es muy competente en su trabajo y nunca llega tarde. Al principio no tiene ningún amigo, pero se hace amigo de Marta, una niña a la que siempre manda sueños, y hablan todas las noches. Pero se empieza a encontrar mal, ya que descubre que él no puede soñar, así que decide tomarse unas vacaciones e ir en busca de quién o qué hace los sueños.
- El Cartero de las Pesadillas: Un chico gris, amargado y desagradable que hace trampas para que sus pesadillas sustituyan a los sueños que el Cartero de los Sueños ha dejado.
- Marta: Marta Rodríguez Campos es la niña preferida del Cartero de los Sueños, es una niña muy guapa, con el pelo rizado y una gran sonrisa.
- El Hada de los sueños: Es un Hada bajita, morena y regordeta, nada parecida a las hadas guapas y rubias que nos imaginamos. Vive en el Polo Sur y tiene una fábrica llena de máquinas de colores. Es un Hada buena y hospitalaria.
- La Bruja de las pesadillas: Es una bruja malvada que crea y envía pesadillas a diestro y siniestro.